# Vollrath von Arnim-Mellenau
Georg Vollrath von Arnim-Mellenau (* 17. Dezember 1874 in Aschersleben; † 6. Juli 1943 in Berlin) war ein deutscher Rittergutsbesitzer.

## Leben
Vollrath von Arnim diente in der preußischen Armee. Dort wurde er bis zum Leutnant befördert und diente u. a. im Garde-Füsilier-Regiment.
Am 6. Juni 1906 erhielt er als preußischer Staatsangehöriger und Herr auf Kriesow, einem „täuflich von ihm erworbenes Lehngut“, die Mecklenburgische Staatsangehörigkeit verliehen. Später war er ab 1911 Besitzer des Rittergutes Mellenau in der Uckermark. Er wurde auch Herr auf Boisterfelde und Fürstenau im Kreis Templin und Mitbesitzer von Rechlin, Kreis Prenzlau.
Später war er u. a. Mitglied der Generalversammlung der Deutschen Rentenbank in Berlin, Vorsitzender des Kreislandbundes Templin sowie Mitglied im Deutschen Landwirtschaftsrat. Außerdem war er Mitglied des Deutschen Herrenklubs in Berlin. Zudem war er Führer der deutschen Wirtschaftskommission bei den deutsch-finnischen Handelsvertragsverhandlungen im Jahr 1930.
1921 wurde er durch den Vorstand des Kreislandbundes bei der Aufstellung der Kandidatenliste für die Kreistagswahl für die Liste der „Bürgerlichen Vereinigung“ vorgeschlagen. Bei der Generalversammlung Ende Januar 1921 wurde aber Dietlof von Arnim-Boitzenburg als Gegenkandidat für von Arnim-Mellenau bestimmt. Dieser hatte sich über die Berücksichtigung von Arnim-Mellenau geärgert und auf eine Berücksichtigung seines Hauses gedrängt. Letztendlich setzte sich Arnim-Mellenau mit 160 zu 8 Stimmen durch. Im August 1921 wurde er zum Stellvertreter des Vorsitzenden des Kreislandbundes gewählt.
Vollrath von Arnim war ab Ende September 1900 mit Sabine Freda Ernestine (* 1879), geb. von Arnim-Boitzenburg, einer Nachfahrin von Adolf Heinrich von Arnim-Boitzenburg, verheiratet.